# Microcos iodocarpa
Microcos iodocarpa är en malvaväxtart som beskrevs av Karl Ewald Maximilian Burret. Microcos iodocarpa ingår i släktet Microcos och familjen malvaväxter. Inga underarter finns listade i Catalogue of Life.